# Joel David Moore
Joel David Moore (Portland, 25 settembre 1977) è un attore e regista statunitense.

## Biografia
Moore è nato a Portland, Oregon, dove ha frequentato la Benson Polytechnic High School. Ha quindi frequentato il college presso il Mt. Hood Community College a Gresham, e, dal 1998 l'università Southern Oregon University ad Ashland, dove ha completato gli studi con una laurea in arte (bachelor of fine arts). Per due estati ha recitato all'Oregon Shakespeare Festival. Nel 2000 si è trasferito a Los Angeles, ritornando con il suo agente di Portland, Rachelle Ryan, anche lui trasferitosi.
Ha un fratello minore, Adam.
Nel 2009 ha sposato Kineret Karen Ben Yishay; i due hanno divorziato nel 2011.

### Carriera
Ha iniziato la sua carriera recitando in pubblicità commerciali, con campagne per oltre 15 compagnie degli Stati Uniti (tra le quali EBay, Cingular Wireless, e Best Buy) e una campagna internazionale per i cellulari Siemens, che vinse un Lion Award.
Ha recitato in diversi film ed è apparso in singole puntate di diverse serie televisive (LAX, CSI, The Guardian, Squadra Med, Six Feet Under, Angel, Providence, Boomtown, Boston Public e Dr. House). Ha anche recitato come Colin Fisher, uno studente laureato, nella serie Bones. Incontra nuovamente Zachary Levi in un episodio della quarta stagione di Chuck dopo aver recitato con lui nel film Spiral (2007) nel ruolo di Mason.
È stato protagonista nel film-commedia romantico The Hottie and the Nottie nel 2008 e ha partecipato nel 2009 al film di James Cameron Avatar nel ruolo di Norm Spellmann.
È apparso inoltre nel videoclip Waking Up in Vegas della cantante statunitense Katy Perry del 2009 e ha recitato in un cameo per la cover di Beat It del gruppo Fall Out Boy.

## Filmografia parziale

### Attore

#### Cinema
- Foxfire (1996)
- Lost - cortometraggio (2003)
- Palle al balzo - Dodgeball (Dodgeball: A True Underdog Story), regia di Rawson Marshall Thurber (2004)
- Cocco di nonna (Grandma's Boy), regia di Nicholaus Goossen (2006)
- Art School Confidential - I segreti della scuola d'arte (Art School Confidential), regia di Terry Zwigoff (2006)
- Shaggy Dog - Papà che abbaia... non morde (The Shaggy Dog), regia di Brian Robbins (2006)
- Hatchet, regia di Adam Green (2006)
- Spiral, regia di Adam Green e Joel Moore (2007)
- The Hottie and the Nottie, regia di Tom Putnam (2008)
- Wieners - Un viaggio da sballo (Wieners), regia di Mark Steilen (2008)
- Un alibi perfetto (Beyond a Reasonable Doubt), regia di Peter Hyams (2009)
- Avatar, regia di James Cameron (2009)
- Janie Jones, regia di David M. Rosenthal (2010)
- Shark Night, regia di David R. Ellis (2011)
- Gone, regia di Heitor Dhalia (2012)
- Grassroots, regia di Stephen Gyllenhaal (2012)
- Le belve (Savages), regia di Oliver Stone (2012)
- CBGB, regia di Randall Miller (2013)
- The Guest, regia di Adam Wingard (2014)
- Grace - Posseduta (Grace), regia di Jeff Chan (2014)
- Acque buie (Cut Throat City), regia di RZA (2020)
- Avatar - La via dell'acqua (Avatar: The Way of Water), regia di James Cameron (2022)
- Kinda Pregnant, regia di Tyler Spindek (2025)
- Avatar - Fuoco e cenere (Avatar: Fire and Ash), regia di James Cameron (2025)

#### Televisione
- Sabrina, vita da strega (Sabrina, the Teenage Witch) - serie TV, 1 episodio (2003)
- Angel - serie TV, 1 episodio (2003)
- Six Feet Under - serie TV, 1 episodio (2003)
- Squadra Med - Il coraggio delle donne (Strong Medicine) - serie TV, 1 episodio (2003)
- CSI: Scena del crimine (CSI: Crime Scene Investigation) - serie TV, 1 episodio (2005)
- Hazzard (The Dukes of Hazzard), regia di Jay Chandrasekhar - film TV (2007)
- Dr. House - Medical Division (House, M.D.) - serie TV, 2 episodi (2007)
- Chuck - serie TV, 1 episodio (2010)
- Chaos - serie TV, 1 episodio (2011)
- Forever – serie TV, 22 episodi (2014-2015)
- Bones - serie TV, 16 episodi (2008-2017)

#### Videoclip
- Youth of the Nation - P.O.D. (2002)
- Beat It - Fall Out Boy (2008)
- Waking Up in Vegas - Katy Perry (2009)

### Regista
- Spiral (2007)
- Killing Winston Jones (2014)
- Ultimo viaggio in Oregon (Youth in Oregon) (2016)

## Riconoscimenti
- Nel 2005 ha avuto una nomination agli MTV Movie Awards per la sua interpretazione in Palle al balzo - Dodgeball
- Nel 2007 ha vinto un Gold Vision Award per la sua interpretazione in Spiral
- Nel 2009 ha vinto un Razzie Award per la sua interpretazione in The Hottie and the Nottie

## Doppiatori italiani
Nelle versioni in italiano delle opere in cui ha recitato, Joel David Moore è stato doppiato da:
- David Chevalier in Cocco di nonna, Hatchet, Palle al balzo - Dodgeball, Il fornaio
- Lorenzo Accolla in Avatar, Le belve, Avatar - La via dell'acqua
- Enrico Pallini in Bones, Gone
- Stefano Crescentini in Un alibi perfetto, Shaggy Dog - Papà che abbaia... non morde
- Roberto Gammino in Art School Confidential - I segreti della scuola d'arte
- Davide Lepore in CSI - Scena del crimine
- Emiliano Coltorti in Dr. House - Medical Division
- Gianfranco Miranda in Medium
- Christian Iansante in Chaos
- Fabrizio Manfredi in Forever